# Тань Ятін
Тань Ятін (кит.: 譚雅婷, нар. 7 листопада 1993) — тайванська лучниця, бронзова призерка Олімпійських ігор 2016 року.

## Виступи на Олімпіадах
| Олімпіада           | Дисципліна             | Місце |
| ------------------- | ---------------------- | ----- |
| Лондон 2012         | індивідуальна першість | 9     |
| Лондон 2012         | командна першість      | 5     |
| Ріо-де-Жанейро 2016 | індивідуальна першість | 5     |
| Ріо-де-Жанейро 2016 | командна першість      | 3     |